# Греабану (Арђеш)
Греабану (рум. Greabănu) насеље је у Румунији у округу Арђеш у општини Коку. Oпштина се налази на надморској висини од 456 m.

## Становништво
Према подацима из 2002. године у насељу је живело 92 становника, од којих су сви румунске националности.